# Smeringopus arambourgi
Smeringopus arambourgi là một loài nhện trong họ Pholcidae. Loài này được phát hiện ở Ethiopia và Kenia.